# Cfdisk

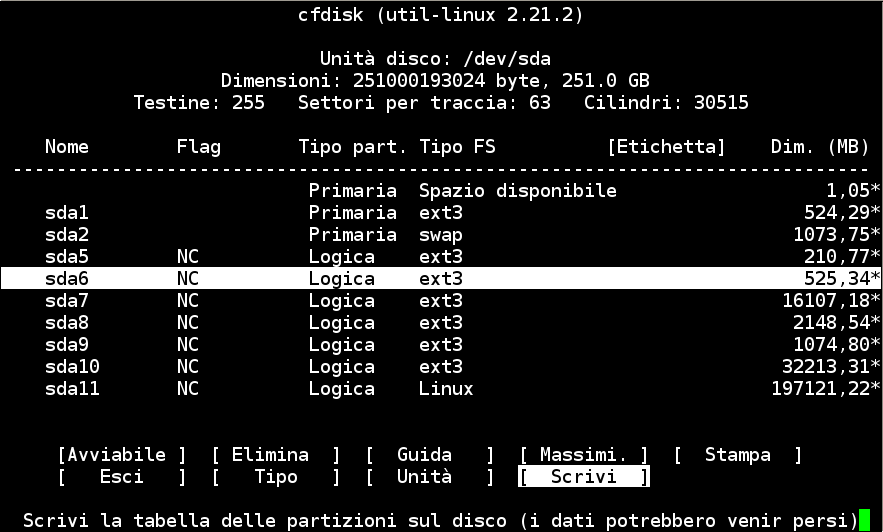

cfdisk es un editor de particiones para Linux, similar a fdisk, pero con una interfaz diferente (curses). Es parte del paquete de utilidades util-linux.
Escrito en 1992, la versión actual es la 2.12r.
Si se invoca sin argumentos, cfdisk intenta leer las tablas de particiones del disco, mostrando las encontradas.
Una de las ventajas de cfdisk (frente a fdisk) es la posibilidad de ampliar las particiones extendidas cuando hay espacio libre tras ellas. Esto no es posible ni con fdisk ni con algunos otros programas de particionamiento.
A continuación una captura de pantalla de una versión reciente de cfdisk tras su arranque.
```
                         cfdisk (util-linux-ng 2.17.2)

                           Unidad de disco: /dev/sda
                       Tamaño: 60011642880 bytes, 60.0 GB
            Cabezas: 255   Sectores por pista: 63   Cilindros: 7296

    Nombre      Indicadores Tipo      Tipo de S.F.     [Etiqueta]    Tamaño(MB)
 ------------------------------------------------------------------------------
    sda2                    Primaria  Linux ext3       [Kernels]         131,61 
    sda3                    Primaria  Linux                            24996,63
    sda5                    Lógica    Linux ext2                         5124,35
                            Lógica    Espacio libre                     19021,65*
    sda1        Inicio      Primaria  HFS / HFS+                       10737,41*
                                      Inutilizable                         0,01*

     [Iniciable ]  [ Suprimir ]  [  Ayuda   ]  [Maximizar ]  [ Imprimir ]
     [  Salir   ]  [   Tipo   ]  [ Unidades ]  [ Escribir ]

             Sale del programa sin escribir la tabla de particiones

```